# Алессандро из Телезе

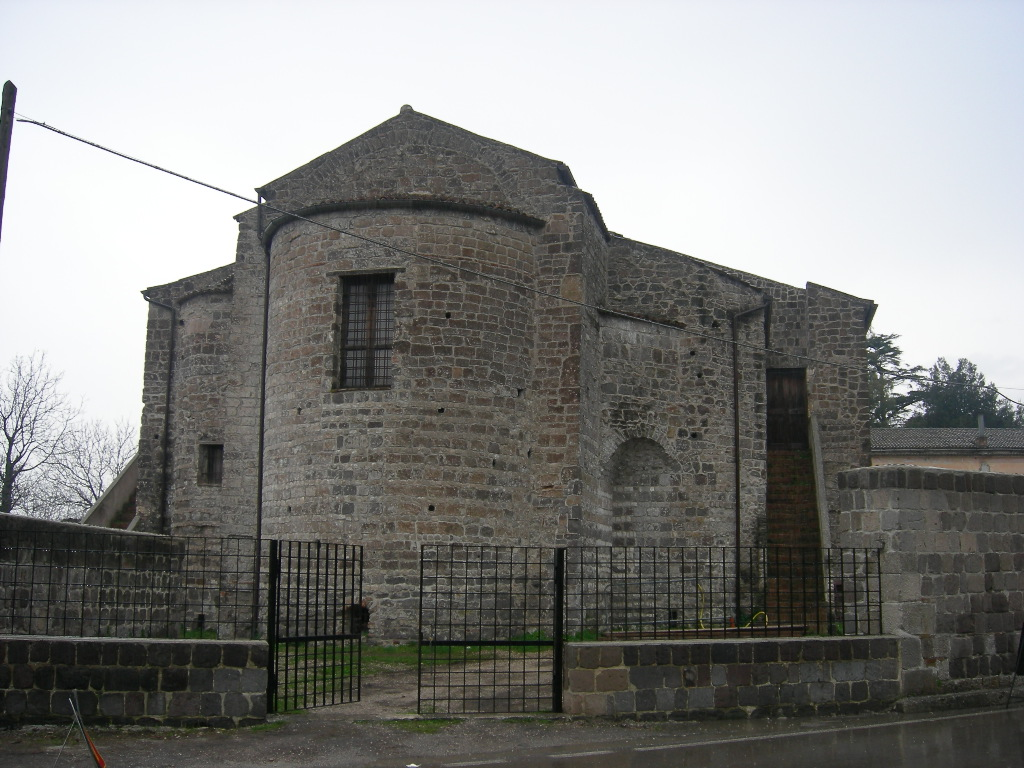
Кафедральный собор монастыря Сан-Сальваторе близ Телезе, X—XI вв.

Алессандро из Телезе, или Александр Телезийский (итал. Alessandro Telesino, или Alessandro di Telese,  лат. Alexander Telesinus; ум. не позже 1143) — итальянский хронист, монах-бенедиктинец, аббат монастыря Сан-Сальваторе близ Телезе (Кампания), автор «Истории Рожера, короля Сицилии, Калабрии и Апулии» (лат. Ystoria Rogerii regis Sicilie Calabrie atque Apulie), или «Деяний Рожера» (лат. Gesta Rogeri). Один из главных, наряду с Фалько из Беневенто, летописцев начального периода истории сицилийско-нормандской монархии.

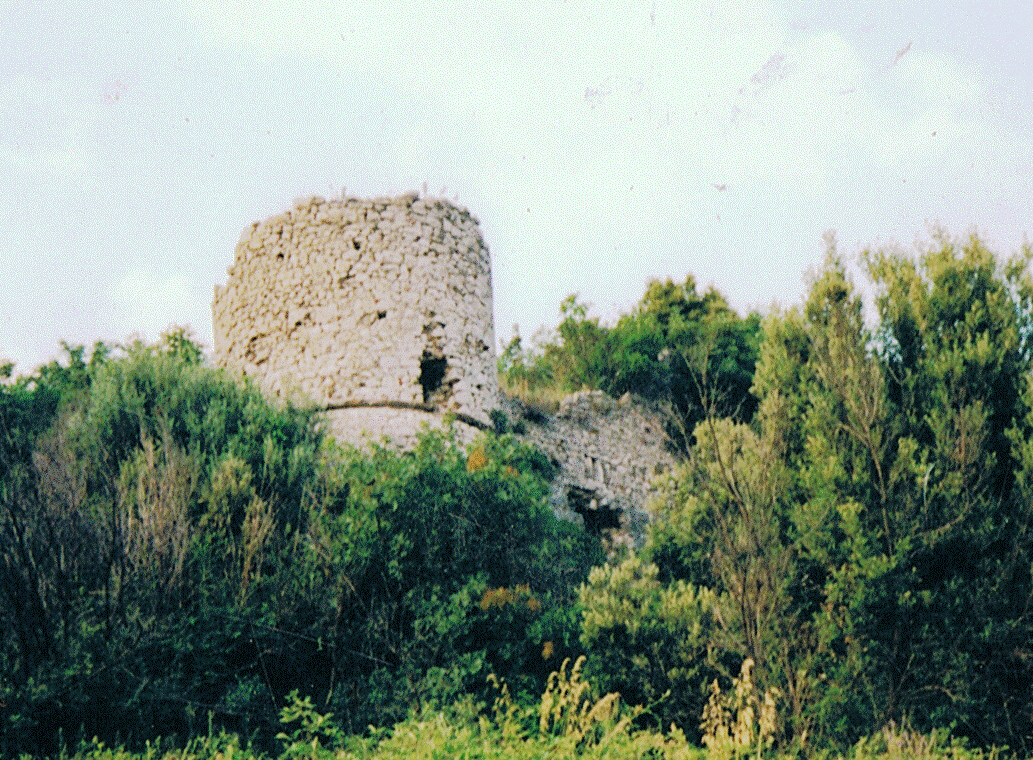
Руины замка на холме Рокка в Сан-Сальваторе-Телезино, XII в.

## Биография

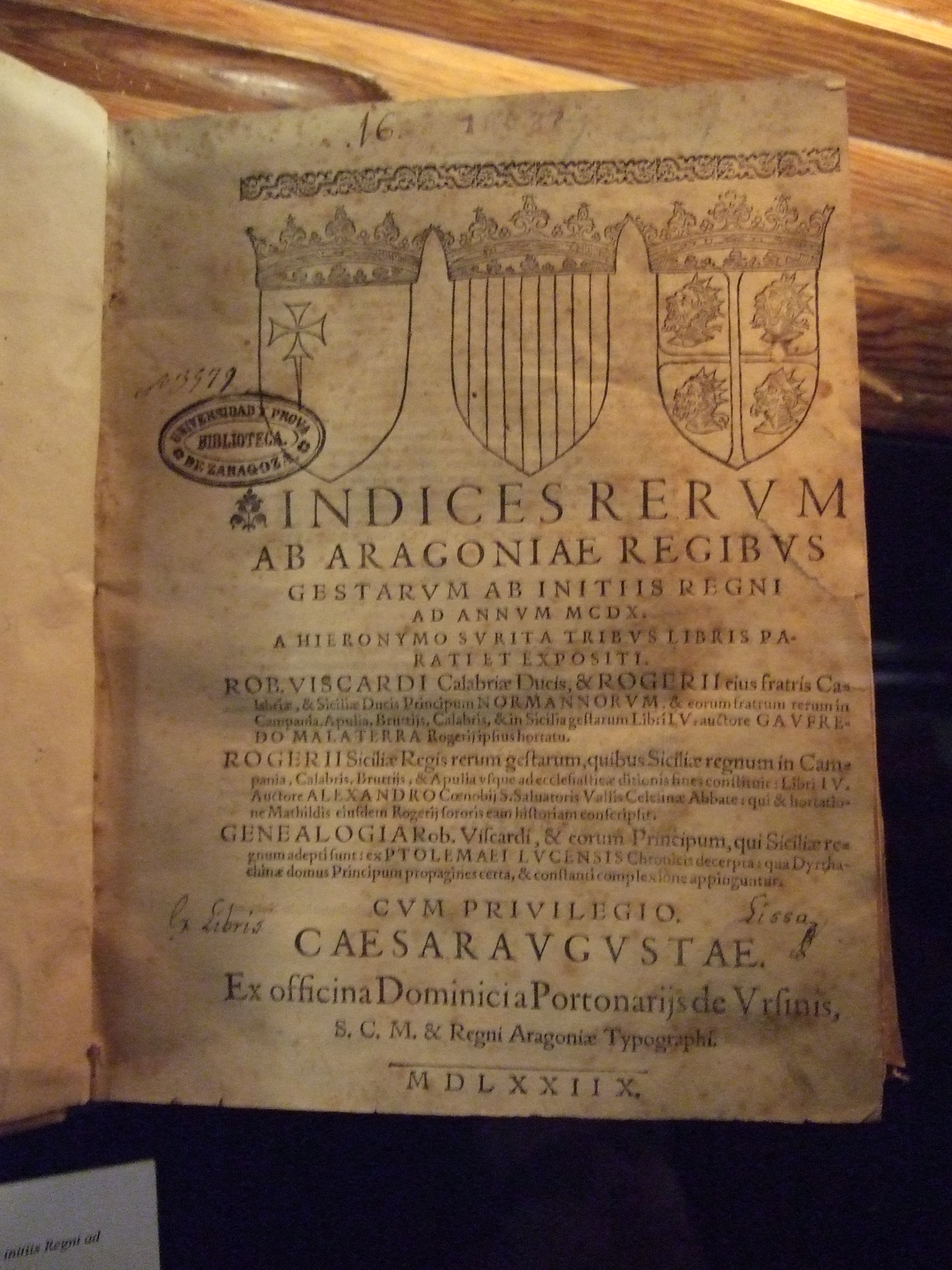
Титульный лист труда Херонимо Суриты-и-Кастро «Indices rerum ab Aragoniae regibus gestarum», Сарагоса, 1578 г.

Происхождение Алессандро, а также место и время его рождения, точно не установлены. По мнению французского византиниста Фердинанда Шаландона, он мог быть выходцем с юга Италии, так как в своей хронике не проявляет никакого сочувствия лангобардам Кампании. Вероятно, постригшись ещё в молодости в бенедиктинском аббатстве Сан -Сальваторе близ Телезе (провинция Беневенто, Кампания), он получил там образование и не позже 1127 года сменил на посту настоятеля аббата Джованни.
В Алифе он познакомился со сводной сестрой нормандского короля Сицилии Рожера II и супругой графа Райнульфа Алифанского Матильдой ди Альтавилла, заказавшей у него историю деяний своего царственного брата. Будучи образованным клириком и искусным дипломатом, он завоевал также доверие у самого Рожера, дважды, после своей коронации (1130) и после захвата Неаполя (1136), посещавшего его обитель и поддерживавшего её значительными пожертвованиями. В частности, сицилийский король передал монастырю Сан-Сальваторе земли в окрестностях холма Рокка (совр. Сан-Сальваторе-Телезино), а также деревни Караттано и Вилла-дельи-Скьяви, признав за его настоятелями право вершить там своё правосудие.
Несмотря на покровительство графини Матильды, не поддерживал её супруга Райнульфа в борьбе с Готвилями, и, обладая определённым авторитетом при сицилийском дворе, не слишком жаловал папство и попрекал за «высокомерие» Гонория II (1124—1130). Сменившему последнего в Риме антипапе Анаклету II (1130—1138), вероятно, был лоялен, в отличие от законного понтифика Иннокентия II (1130—1143).
Между 1136 и 1143 годами его сменил в должности настоятеля Сан-Сальваторе новый аббат Стефано, исходя из чего можно полагать, что он умер не позже последней даты, возможно, около 1140 года.

## Сочинения
Его главный известный труд, «История Рожера, короля Сицилии, Калабрии и Апулии» (лат. Ystoria Rogerii regis Sicilie Calabrie atque Apulie) в четырёх книгах, объединяет в себе биографию и хронику деяний этого выдающегося монарха, подробно охватывая события в Южной Италии, начиная с 1127 года, смерти герцога Вильгельма II Апулийского, до начала 1136 года, когда свергнутый сторонниками сицилийского короля герцог Серджио VII бежал из Неаполя в Пизу, получив там военную помощь под командованием графа Симона ди Сан-Анджело. На этих сообщениях, завершающих 5-ю главу IV книги, изложение резко обрывается; вероятно, сочинение так и осталось незаконченным, хотя аббат Александр намеревался довести его, как минимум, до 1140 года.
Интерес Алессандро как историка вращается вокруг трёх главных тем: монархии (лат. regnum), её природы и легитимации; Капуанского княжества и места его в государственно-политической системе Сицилийского королевства; а также подведомственной ему монашеской общины Телезе. Написанное по заказу вышеназванной графини Матильды, жены Райнульфа Алифанского, злейшего врага и политического противника короля Рожера, его сочинение представляет собой не столько летопись деяний, сколько панегирик последнему.
В отличие от своего современника Фалько из Беневенто, Алессандро из Телезе является подлинным апологетом Рожера II, богоизбранного триумфатора (лат. triumphator), предназначенного, по его мнению, самим провидением для того, чтобы принести мир и порядок на юг Италии. В предваряющем хронику посвятительном послании (лат. alloquium) самому королю Сицилии, который сравнивается как с ветхозаветными царями Саулом, Давидом и Соломоном, так и с римскими императорами Октавианом Августом, Домицианом и Максимином, все нормандские грабежи и разорения в апулийских и кампанских городах называются господней карой за грехи их жителей. «Именно по воле Божией, — бесстрастно констатирует автор, — безмерные злодеяния лангобардов подавлены были могучей силой норманнов. И воистину Господь вручил Рожеру меч, чтобы покарать им эти земли за беспредельный их позор. Ведь повсюду царили там кровопролитие, грабёж, воровство, святотатство, разврат, клятвопреступление, не говоря уже о гонениях на церкви и монастыри, богохульстве и многом ином. Нападали даже на благочестивых паломников, обирая до нитки, а порой и убивая без жалости. И потому Господь, возмущённый этими беззакониями, достал Рожера, подобно острому клинку, из ножен земли Сицилийской, пожелав покарать им всех, кто творил там это зло».
Возвышенным литературным стилем, с явной претензией на учёность, Алессандро первым делом описывает юные годы короля Рожера, впрочем, довольно поверхностно и схематично, умалчивая, к примеру, вовсе о регентстве его матери Аделаиды Савонской, затем намного подробнее рассказывает об обстоятельствах прихода его к власти, а после, ещё более обстоятельно, о войнах, которые он вёл против своих итальянских вассалов. Повсеместно цитируя Священное Писание, образованный аббат нечасто опирается на античных классиков, не забывая, однако, напомнить в предисловии своему покровителю-королю легенду, согласно которой цезарь Октавиан великодушно наградил за литературные труды поэта Вергилия должностью наместника Кампании.
Основанные на неизвестных источниках, вероятно, не только устных сообщениях, но и официальных документах, «Деяния Рожера» не содержат всесторонних характеристик самой личности сицилийского короля. Однако, представляя собой местами свидетельство очевидца, они дают немало ценных подробностей из жизни этого монарха, отсутствующих в других хрониках. Подробно и красочно описывается в них, к примеру, коронация Рожера II 25 декабря 1130 года в Палермо. «Можно было подумать, — сообщает он, — что коронуют весь город». Улицы были покрыты коврами, балконы и террасы увиты гирляндами разных цветов. Палермо заполонили королевские вассалы из Апулии и Калабрии, каждый со своей пышной свитой, богатые купцы, ремесленники и мастеровые, горожане и крестьяне из всех уголков королевства. В соборе Рожера ждали архиепископ Палермо Пётр и все иерархи его королевства. Посланник антипапы помазал его священным елеем, затем князь Роберт Капуанский, его главный вассал, возложил корону на его голову. По окончании церемонии в большом зале своего дворца король устроил пир, подобного которому сицилийцы никогда не видели. Алессандро вспоминает с изумлением, что блюда для мяса и чаши для вина были из чистого золота или серебра, а слуги щеголяли в шёлковых одеяниях.
Обращает на себя внимание, что в хронике Алессандро практически не упоминаются какие-либо отношения между Рожером и активно поддержавшим его на первых порах антипапой Анаклетом II, а само по себе основание сицилийской монархии представляется независимым от вмешательства Рима актом.
Лишённый, в отличие от Фалько из Беневенто, каких-либо предрассудков местнического патриотизма, Алессандро из Телезе в намного большей степени склонен к обобщениям, но не более объективен в своих оценках событий и персонажей, в силу чего полвека тому назад удостоен был известным британским медиевистом Джоном Норвичем звания «льстеца». Сама же его хроника местами напоминает, по мнению одного из современных её исследователей научного сотрудника Института средневековой истории Италии (Рим) Дионе Клементи, политический памфлет. Это выражается, к примеру, в душещипательном рассказе Алессандро о капитуляции перед Рожером Капуи, которая описывается как процветающий город, защищённый не только стенами и башнями, но и омывающими основания последних водами реки Вольтурно. В кафедральном соборе, утверждает аббат, горожане с ликованием встретили законного монарха, после чего перед сицилийским королём преклонил колени и поклялся ему в верности униженный герцог Серджио Неаполитанский, тайно симпатизировавший повстанцам.
Вместе с тем, по мнению профессора Римского университета Сапиенца Массимо Ольдони, конечной целью аббата Александра являлось не столько прославление короля Рожера, восхваление всех его благих и оправдание любых неблаговидных дел, сколько демонстрация собственных представлений о «добром» правлении и идеальном христианском обществе, основанном на справедливости, благоразумии и гуманности.
Алессандро приписывается также сочинение под названием «История Алифе» (лат. Historia Allifana), содержащее, в частности, жизнеописание папы Сикста I, составленное между 1131 и 1134 годами по поручению епископа Роберто Алифанского и в эпоху Ренессанса переведённое с латыни. Содержавший его кодекс XII века до нас не дошёл, но упоминается в письмах известных учёных клириков XVI столетия, в частности, испанского богослова епископа Таррагоны Антония Августина и итальянского епископа-доминиканца из Алатри Иньяцио Данти, и известен был также их старшему современнику алифанскому издателю Луиджи Ачилио.

## Рукописи и издания
Оригинал «Деяний Рожера» Алессандро из Телезе утрачен был ещё в старину, хотя они известны были средневековым книжникам. В частности, ими пользовался в начале XIV века доминиканский хронист и библиотекарь римского папы Иоанна XXII Птолемей Луккский. Единственная известная их рукопись, датированная концом XIV века, представляет собой копию манускрипта, переписанного около 1130 года в аббатстве Монтекассино, и во времена испанского владычества в Италии попала в королевство Арагон. Сегодня она хранится в Центральной библиотеке Барселоны под шифром MS 996.
В 1578 году испанский историк и антикварий Херонимо Сурита-и-Кастро частично опубликовал «Деяния Рожера» вместе с хроникой Гоффредо Малатерры в своём труде «Indices rerum ab Aragoniae regibus gestarum ab initiis regni ad annum 1410 etc.», напечатанном в Сарагосе. В 1606 году их переиздал во Франкфурте немецкий историк Иоганн Писториус в 3-м томе сборника «Hispania illustrata».
В 1723 году «Деяния Рожера» опубликовал в Палермо сицилийский историк Джованни Баттиста Карузо в издававшемся им собрании «Bibliotheca historica regni Siciliae», а в 1724 году выпустил в свет в Милане в пятом томе «Историописателей Италии» церковный историк Лудовико Антонио Муратори. В 1845 году их переиздал в Неаполе политик и правовед Джузеппе дель Ре в первом томе основанной им серии «Неаполитанские хронисты и современные им писатели».
Новейшее академическое издание хроники опубликовано было в 1991 году в Риме в 112-м выпуске «Источников по истории Италии», под редакцией филолога  Лудовики де Нава (Университет Сапиенца), с комментариями вышеназванного Дионе Клементи. Новейшие итальянские переводы подготовлены были в 2001 году в Неаполе под редакцией беневентского писателя и литературоведа Раффаэле Матараццо и в 2003 году в Кассино под редакцией историка Вито Ло Курто. Комментированный английский перевод, выполненный профессором-медиевистом из Лидсского университета Грэма Энтони Ло, издан был в 2012 году в Манчестере.

## Память
В честь Алессандро из Телезе получили названия улицы (Via Alessandro Telesino) в Неаполе и Палермо.

## Публикации
- Alexandri Telesini Coenobii Abbatis De Rebus Gestis Rogerii Siciliae Regis e Alexandri Abbatis Telesini Alloquium ad Regem Rogerium // Rerum Italicarum Scriptores. Raccolta di fonti, ideata da Ludovico Antonio Muratori. — Tomus V. — Mediolani: Typographia Societatis Palatinae in Regia Curia, 1724. — pp. 609–645.  (лат.)
- Alexandri Telesini De rebus gestis Rogerii Siciliae regis libri IV. Con note e dulucidazoni dello Stesso Архивная копия от 18 февраля 2022 на Wayback Machine // Cronisti e Scrittori sincroni Napoletani, editi e inediti, pubblicati da Giuseppe del Re. — Volume I. — Napoli: Stamperia dell'Iride, 1845. — pp. 82–156.  (лат.)  (итал.)
- Alexandri Telesini abbatis Ystoria Rogerii regis Sicilie Calabrie atque Apulie, testo a cura di Ludovica De Nava, commento storico a cura di Dione Clementi. — Roma: Nella sede dell'Istituto, 1991. — xlviii, 364 p. — (Fonti per la Storia d'Italia, 112).  (лат.)
- Alessandro di Telese. Storia di Ruggero II, traduzione, introduzione e note di Raffaele Matarazzo. — Napoli: Arte tipografica, 2001. — lii, 191 p. — (Thesaurus rerum Beneventanarum 3).  (итал.)
- Alessandro di Telese. Ruggero II re di Sicilia, introduzione, traduzione e note di Vito Lo Curto. — Cassino: Francesco Ciolfi, 2003. — 237 p. — (Collana di studi storici medioevali, 9). — ISBN 978-8886810142.  (итал.)
- Alexander of Telese. The Deeds Done by Roger of Sicily, translated and annotated by Graham A. Loud. — Manchester University Press, 2012. — pp. 63–129. — (Manchester Medieval Sourse Series). — ISBN 978-0719082016.  (англ.)